# 砥平里之戰
砥平里之戰是發生朝鲜战争期间的一场战役，地點在朝鮮半島京畿道楊平郡砥平里（今属韩国）。1951年2月13日至2月15日，防守的美軍第2步兵師第23團的三个營和聯合國軍法國營與進攻的中國人民志願軍8个团（其中4个团为部分兵力）作戰，結局是中國人民志願軍撤退，聯合國軍獲勝。美軍稱此役與原州炮擊為「朝鲜战争中的葛底斯堡战役」。

## 背景

### 地势
砥平里为起伏地，村庄约四五十户。北靠凤尾山，东、南两侧分布一些小山。东南侧的原州至汉城的铁路经过砥平里。砥平里另有大路通向南面的骊州，利川。

### 雙方参戰兵力

#### 联合国军

##### 守軍
- 第23团级战斗队（英语：23rd Infantry Regiment (United States)）（隶属美國陸軍第2步兵師）
- 团属坦克中队
- 第37野战炮兵（105mm）营（隶属第2步兵师）
- 第503野战炮兵（155mm）营B炮队（隶属第2步兵师）
- 第82高射炮营B炮連（隶属第2步兵师）
- 第2工兵营B中队
- 聯合國軍法國營（法语：Bataillon français de l'ONU）（此战受23团指挥）

##### 增援部队
- 美國陸軍第1騎兵師第5团级战斗队（英语：5th Cavalry Regiment）（3个步兵营、2个野炮营、2个坦克连和1个工兵连组成）
- 英军第27旅（英语：27th Infantry Brigade (United Kingdom)）
- 韩军第6师

#### 中国人民志愿军

##### 進攻部隊
- 15日中午之前总指挥：第39军军长吴信泉、副军长谭友林
- 15日中午之后总指挥：第119师师长徐国夫、参谋长夏克
- 15日傍晚之后总指挥：第40军军长温玉成
- 343团一部（隶属39军.115师）
- 344团一部（隶属39军.115师）
- 356团（隶属40军.119师）
- 357团（隶属40军.119师）团长孟灼华
- 359团（隶属40军.120师，此战受119师指挥）：团长李林一，政委肖锡三
- 375团（隶属42军.125师，此战受119师指挥）：副团长李文清
- 376团一部（隶属42军.126师，此战受39军指挥）
- 377团一部（隶属42军.126师，此战受39军指挥）

##### 增援部队
- 116师（隶属39军）
- 126师一部（隶属42军）

## 战斗经过
1951年2月12日，邓（华）集团指挥部于汉江之北的放谷召集未参加横城战斗的志愿军各师师长会议。志愿军副司令员邓华在会上决定，砥平里的聯合國军（一到两个营）有南逃迹象，邓集团部队不等横城战斗结束，当晚即展开行动将这股聯合國军截击歼灭，趁机夺取砥平里，以使志愿军东西战线连成一体。以未参加横城战斗的志愿军第40军第119师的两个团（第356、第357团；而第355团配属第118师参加横城歼灭韩8师战斗未归建）担任这次行动的主力，另配属第120师第359团、第125师第375团和第40军炮兵第42团，以5个团兵力歼灭砥平里之聯合國军，以志愿军第119师师长徐国夫实施统一指挥。
随即，徐国夫召集参战的5个团的领导开战前作战会议。但359团团长、第375团团长与政委均未能到会。与会的第125师第375团副团长李文清称刚刚从砥平里前线下来，现在砥平里聯合國军实际上是美2师23团和法国营，并且构筑了工事，没有发现要撤退的迹象。会议决定，参战各部队定于2月13日下午4时半开始行动。
2月13日下午13时，配属参战的志愿军炮兵第42团因马匹受惊暴露目标，遭到敌机空袭损失惨重，未能参战。42军125师的375团于当天下午也失去联系。于16时30分按计划开始行动的仅有119师356，357团和120师第359团，共计2300多人。徐国夫命令357团由北向南攻击砥平里以北凤尾山，356团和359团由砥平里之东向砥平里西南攻击，截断守军退路。攻击开始后，最初比较顺利。至当夜23时开始遇挫，守军在炮火支援下堅守外围各高地。徐国夫把守敌情况与战况汇报给第40军军指与“邓指”后，知悉有增加兵力，全歼砥平里之敌之可能。鉴于此时横城战斗已经结束，砥平里东侧聯合國军正在后撤，徐国夫决定参战各部巩固已夺取的各高地，准备配合增援部队全歼守敌。  
经过2月13日、14日两昼夜激战，砥平里外围高地均被志愿军攻占，聯合國军收缩兵力在不到两平方千米的起伏地带，凭借房屋，据点式工事及强大炮火与坦克支援顽强固守。志愿军一直没有炮兵支援，也用尽了反坦克手雷和爆破筒，在攻占外围高地时伤亡很大。至2月15日拂晓，进攻方与守军形成了对峙。 

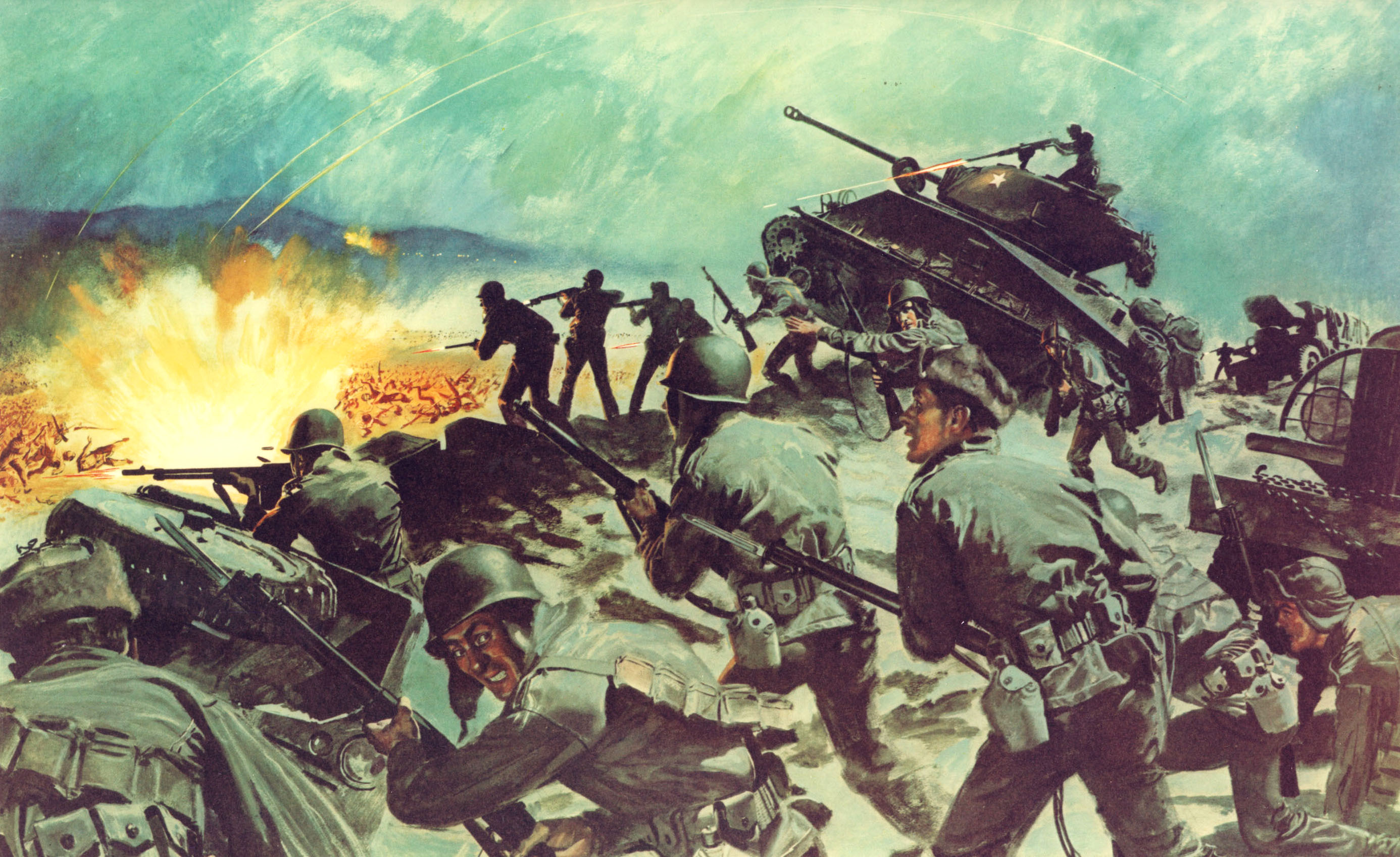
2月15日美軍裝甲特遣隊從南方解圍，與砥平里守軍會合

由於為砥平里守軍解圍的英军第27旅進展緩慢，2月14日下午，美國第9軍軍長Bryant E. Moore命令美國陸軍第1騎兵師第5团团长Marcel G. Crombez負責解圍。第5团當晚為斷橋所阻，工兵修復後於15日過橋。在軍部與師部要求進展的壓力下，Crombez決定以23輛坦克搭載步兵組成装甲特遣队進擊，特遣队與阻擊的志願軍激戰，於15日下午與砥平里守軍會師。
2月15日拂晓，徐国夫的前线指挥部突然接到第40军军指转来的“邓指”命令，要求进攻砥平里的部队立即撤出战斗。原来是“志司”与“邓指”察悉砥平里守军是美2师一个团和法国营，还有一个炮兵营和一个坦克中队，总兵力约6000多人；并且聯合國军由利川的增援部队也抵近砥平里。判明上述情况后，“志司”考虑砥平里东南聯合國军已作纵深防御，夺取较突出的砥平里这一点之后也不易固防，为保证志愿军后续部队入朝作战，准备将防线后移至汉江以北作机动防御。因而“邓指”作出攻击砥平里部队主动撤出战斗的命令。

## 战果影响

### 美方

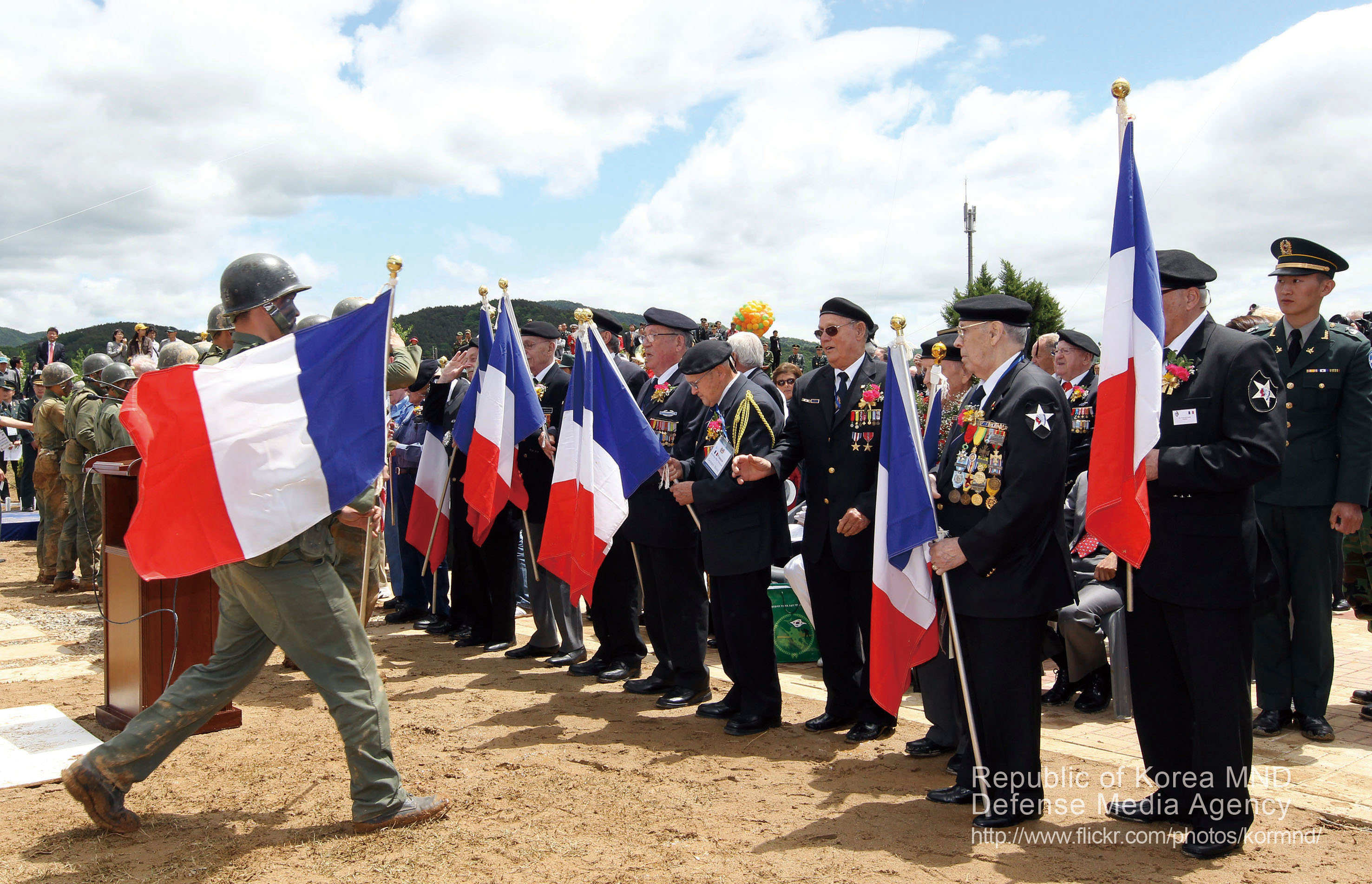
2012年，此役法軍老兵在砥平里戰鬥勝利慶典上接受韓軍致贈的法國國旗

此战役对美军的战略战术产生了很大的影响，美军部队得到了新的作战经验。一旦整建制的美军部队被中国志愿军包围，不再像以前那样急忙突围，而是依靠坦克和卡车实施环形防御，依靠猛烈的火力拼死坚守阵地。只要志愿军不能当晚解决战斗，大群的美军飞机在天亮時便会前来轰炸並掩护突围行動。而聯合國軍的被围部队在坦克與大炮的直接掩护及空軍支援下，往往突围都能成功。
战后，23团和法国营获得美国总统的优异服役部队嘉奖令。
美方统计的战果：
- 据《李奇微回忆录》：战后美23团报告在阵地前有两千多具志愿军的尸体，馬修·李奇威乘直升机飞到砥平里后亲眼看见尸体数百具；
- 据约翰.托兰《漫长的战斗——美国人眼中的朝鲜战争》：在阵地边沿及其附近，美军发现了1300具敌人的尸体。而敌人的伤亡总数估计为3600人。
- 据罗伊.爱泼尔曼《长津湖以东：朝鲜战争中的设围与突围》：美军第10军第23团战斗群此役伤亡404人。

### 志愿军
志愿军一线指挥员徐国夫总结的战果为：他指挥的40军119师参战兵力3个团2300多人，没有炮火支援，凭团编制内的轻武器歼灭美、法军800多人。志愿军3个团共计938人伤亡，其中303人阵亡。另据《中国人民解放军陆军一一五师战史》，参战的39军115师两个团伤亡879人。
邓华致电徐国夫，总结此战：战前敌情不准，造成判断失误，决心有误，但徐国夫部打得不错，能及时调整部署，敌变我变、随机攻击；虽然我方付出代价不小，但这个责任在“邓指”；357团，42团没能参加战斗，致使攻击力量单薄，他们有责任，由“邓指”追责。
砥平里战斗结束后，志愿军第355团归建第119师，第119师行军撤退到汉江以北。砥平里战斗结束3天后，第119师就奉命在座防山，万树洞，三圣里一带展开运动防御作战，为后续入朝作战兵团（志愿军第19兵团、第3兵团）的集结、开进、进入前线换取时间。运动防御作战持续了28天，第119师共进行大小战斗190余次，先后与美1师、美24师、美25师、美骑1师、土耳其旅、英国27旅、韩6师各部交战。

## 外部連結
- 砥平里战斗地圖 （页面存档备份，存于）
- 砥平里战斗周边相關地圖 （页面存档备份，存于）
- 砥平里战斗周边相關地圖 （页面存档备份，存于）